# Canon EOS 6D
Canon EOS 6D — цифровой зеркальный фотоаппарат семейства Canon EOS с полнокадровой
КМОП-матрицей (36 × 24 мм), обладающей эффективным разрешением 20,2 мегапикселя. Модель предназначена как для опытных любителей, так и для профессионалов.
Представлен 17 сентября 2012 года на выставке Photokina в Германии с рекомендованной ценой 2 099 долларов. Считается одним из самых доступных полнокадровых фотоаппаратов, обладающих современными функциональностью и высокой светочувствительностью.

## Функции[2]
Первый зеркальный фотоаппарат компании со встроенной поддержкой беспроводной передачи данных по технологии Wi-Fi и системы глобального позиционирования GPS.
По сравнению с выпущенным несколькими месяцами ранее полупрофессиональным EOS 5D Mark III, модель EOS 6D обладает упрощённой 11-точечной системой автофокусировки с центральной точкой крестового типа и чувствительностью до −3 EV. По чувствительности центрального датчика фотоаппарат превосходит не только старшую модель 5D Mark III, но и профессиональную EOS 1D X. Видоискатель отображает кадр не полностью — всего 97 % (против 98 % у 5D Mark II и 100 % покрытия у 5D Mark III). Также уменьшено разрешение (20 мегапикселей вместо 22) и частота серийной съёмки — 4,5 кадров в секунду вместо 6. Имеется только один разъём для карт памяти типа Secure Digital.
Для расширения динамического диапазона матрицы в фотоаппарат встроена функция HDR, позволяющая снимать контрастные объекты с последующим программным совмещением трёх снимков, сделанных с разной экспозицией. Этой же задаче служат функции приоритета светов и автоматической коррекции яркости.

## Позиционирование
Canon EOS 6D попадает в «зазор» между моделями 7D и 5D, ранее ничем не заполненный. Фотоаппарат заинтересует как опытных любителей, так и профессионалов.

## Интерфейс и управление
В Canon EOS 6D нет блока клавиш слева от экрана, как у 5D Mark III, общее их число меньше, чем на старшей модели.
Колесо режимов по-прежнему оснащено кнопкой блокировки.

## Затвор
Затвор Canon EOS 6D рассчитан на 100 000 кадров. Имеется тихий режим, при котором съёмка становится практически бесшумной.

## Отличия от EOS 5D Mark II, 5D Mark III
| Характеристика                             | EOS 6D                | EOS 5D Mark II          | EOS 5D Mark III               |
| ------------------------------------------ | --------------------- | ----------------------- | ----------------------------- |
| Размер фотосенсора                         | 36 × 24 мм            | 36 × 24 мм              | 36 × 24 мм                    |
| Разрешение фотосенсора                     | 20,2 Мп               | 21,1 Мп                 | 22,3 Мп                       |
| Процессор                                  | Digic 5+              | Digic 4                 | Digic 5+                      |
| Диапазон чувствительности ISO              | 100-25600 (50-102400) | 100-6400 (50-25600)     | 100-25600 (50-102400)         |
| Скорость съёмки                            | 4,5 кадра в секунду   | 3,9 кадра в секунду     | 6 кадров в секунду            |
| диагональ LCD-дисплея                      | 76 мм                 | 76 мм                   | 81 мм                         |
| Площадь покрытия видоискателя              | 97 %                  | 98 %                    | 100 %                         |
| Батарея                                    | LP-E6, LP-E6N         | LP-E6, LP-E6N           | LP-E6, LP-E6N                 |
| Съёмка видео                               | Да                    | Да                      | Да                            |
| Индивидуальная настройка объективов        | до 40                 | до 20                   | до 40                         |
| Настройка минимальной выдержки при AutoISO | есть                  | нет                     | есть                          |
| Карты памяти                               | SD (SDXC)             | CompactFlash Type I /II | CompactFlash Type I SD (SDXC) |

## Аксессуары

### Универсальные
Все фотоаппараты Canon EOS совместимы с широким набором аксессуаров, который включает:
- Объективы, телеконвертеры и макрокольца с байонетом Canon EF.
- Вспышки Canon Speedlite и вспышки других производителей для Canon EOS.
- Штативы, крепления для вспышек и другие универсальные устройства с резьбой 1/4".
- Принтеры с поддержкой стандарта Direct Print.

### Совместимые с EOS 6D
Аксессуары, совместимые лишь с некоторыми фотоаппаратами Canon EOS, включая EOS 6D:
- Литий-ионный аккумулятор LP-E6.
- Наглазники Eb
- Линзы регулировки диоптрий серии E с резиновыми рамками Eb
- Удлинитель окуляра EP-EX15
- Фокусировочные экраны EG (комплектуется экраном EG-AII, подходят Grid EG-D, Super Precision Matte EG-S)
- Угловой видоискатель C
- Дистанционное управление с контактом типа N3
- Беспроводной контроллер LC-5, дистанционный контроллер RC-6
- Ручной ремешок E2

### Совместимые только с EOS 6D
- Батарейная ручка Canon BG-E13, позволяющая использовать два аккумулятора LP-E6 или шесть элементов питания AA.

### Несовместимые с EOS 6D
EOS 6D не совместим со следующими аксессуарами для фотоаппаратов Canon EOS:
- Объективы с байонетом EF-S, EF-M и RF.
- Аксессуары, предназначенные для других конкретных моделей (аккумуляторы и зарядные устройства, батарейные ручки, беспроводные передатчики и т. п.).

### Удалённое управление
Также возможно управление процессом съёмки или просмотра фотографий без использования проводов при помощи приложения EOS Remote от Canon,
доступного для смартфонов или планшетов на базе iOS и Android.
В 2015 году на замену EOS Remote вышло приложение Canon Camera Connect.

## Конкуренты
Основным конкурентом 6D является анонсированный на 4 дня раньше полнокадровый бюджетный Nikon D600 или менее бюджетный Nikon D750.

## Награды
Canon EOS 6D стал лауреатом премии TIPA (Technical Image Press Association) в номинации «лучший цифровой зеркальный фотоаппарат для специалистов» (Best Digital SLR Expert, 2013).